# Sandra Le Poole
Alexandra Johanna Le Poole (Leiden, 20 de octubre de 1959) es una exjugadora neerlandesa de hockey sobre césped.

## Trayectoria
Le Poole tuvo su primera participación olímpica en Los Ángeles 1984. En el torneo ganó el primer oro olímpico para su selección.